# Піку (гора)
Гора Піку (порт. Ponta do Pico) — діючий стратовулкан, розташований на Серединно-Атлантичному хребті, є найвищою точкою хребта, на острові Піку, Португалія.

## Географічні дані
Здіймається на 2351 м над рівнем моря і на 6098 м лежить під водою. Вулканічний кратер має діаметр 500 м та глибину 30 м.
Останнє виверження вулкана було у 1963 році — із малими підводними поштовхами біля північно-західного узбережжя. Найсильніші виверження були у 1562—1564 (лавові потоки досягли берега моря), 1718 та 1720 рр. Шляхи лавових потоків видно досі.
Гора Піку більше ніж удвічі більша за висотою ніж всі інші гори на Азорських островах та є горою з найбільшою підводною частиною, завдячуючи чому занесена у Книгу рекордів Гіннесса. Підйом на гору займає від двох до чотирьох годин.